# Rob Bijlsma
Rob Bijlsma (1955) is een Nederlandse roofvogeldeskundige en auteur van vogelboeken. Hij is autodidact. Bijlsma woont bij Wapse in het Drents Friese Wold. 
Bijlsma groeide op in de buurt van Wageningen en raakte al op jonge leeftijd geïnteresseerd in roofvogels. Bijlsma brengt vele uren door in het veld om zijn waarnemingen te doen, met name op de Veluwe en in Drenthe. Hij noteert en kwantificeert allerlei feiten, over de roofvogels en  het milieu waarin deze voorkomen. 
Hij schreef diverse artikelen en boeken over roofvogels, onder meer over de Wespendief. In 2012 verscheen van zijn hand het boek Mijn roofvogels over roofvogels en zijn betrokkenheid daarbij. In 2021 verscheen Kerken van goud, dominees van hout. Over de verwording van de Nederlandse natuurbescherming over hoe hij in de loop van een halve eeuw de Nederlandse natuurbescherming van karakter zag veranderen.
In 1986 werd hij voor zijn onderzoekswerk geëerd met de Herman Klompprijs, in 2002 met de Drentse Vogelpries van de Werkgroep Avifauna Drenthe. In 2013 volgde de Edgar Doncker Prijs, voor "zijn formidabele bijdrage aan de kennis en bescherming van roofvogels in ons land”, aldus de jury. Deze roemde de autodidact ook voor het feit dat hij zijn bijdrage vooral op eigen kracht en met weinig geld leverde.
- International Standard Name Identifier: 0000 0000 4181 8176
- Library of Congress Control Number: no97077221
- Nederlandse Thesaurus van Auteursnamen: 072730161
- Système universitaire de documentation: 151370591
- Virtual International Authority File: 63618695
- WorldCat: E39PBJtrVYY7PHgB7CKvk96Yfq